# Et moderhjerte II
Et moderhjerte II (russisk: Верность матери) er en sovjetisk spillefilm fra 1966 af Mark Donskoj.

## Medvirkende
- Jelena Fadejeva som Marija Uljanova
- Nina Mensjikova som Anna Uljanova
- Rodion Nakhapetov som Vladimir Uljanov
- Gennadij Tjortov som Aleksandr Uljanov
- Jurij Solomin som Dmitrij Uljanov